# Kerrin Lee-Gartnerová
Kerrin Lee-Gartnerová (* 21. září 1966 Trail) je bývalá kanadská reprezentantka v alpském lyžování, olympijská vítězka ve sjezdu z Albertville 1992. Bylo to historicky první zlato v této disciplíně pro Kanadu a získala za ně Cenu Velmy Springsteadové pro nejlepší kanadskou sportovkyni roku 1992.
Na domácí olympiádě v Calgary 1988 skončila osmá v kombinaci a patnáctá ve sjezdu, v Albertville vyhrála sjezd a byla šestá v Super G, v Lillehammeru 1994 byla osmá v Super G a devatenáctá ve sjezdu. Na mistrovství světa v alpském lyžování bylo jejím nejlepším umístěním čtvrté místo v Super G v roce 1993. Nevyhrála v kariéře ani jeden závod Světového poháru, byla třikrát druhá a třikrát třetí, ve 46 závodech se umístila v první desítce. V konečném pořadí Světového poháru byla ve sjezdu třetí v roce 1993 a čtvrtá v roce 1992, celkově bylo jejím nejlepším výsledkem deváté místo v roce 1993.
Kariéru ukončila v roce 1994, později působila jako televizní komentátorka.